# Aitor Cantalapiedra
Aitor Cantalapiedra Fernández (Barcelona, 10 de febrero de 1996) es un futbolista español que juega en la posición de centrocampista. Desde 2025 milita en el E. C. Vitória del Campeonato Brasileño de Serie A.

## Trayectoria

### Inicios
Empezó con tan sólo cinco años en la Escuela de Fútbol Pont Marina, tras eso ingresa en 2002 en la FCB Escola, en cuyo segundo año ganó el Torneo Internacional de Fútbol Base (MIC). Debe abandonar la entidad culé y ficha luego por el Benjamín "B" del R. C. D. Espanyol en donde es dirigido por David Fernández. Continuó como blanquiazul otros tres años, cuya etapa de Infantil la realizó en el Sant Andreu durante 2009-10 y posteriormente los dos años de Cadete en el C. F. Damm. Fichó por el U. E. Cornellà en 2012 para unirse a las filas del Juvenil de Carlos Martínez, con quienes acabó tercero en la clasificación de la Liga Nacional Juvenil y anotando 17 goles.

### F. C. Barcelona
Regresa al club azulgrana durante el último tramo de la temporada 2013-14, a modo de refuerzo en el Juvenil "A" dirigido por Jordi Vinyals para la Copa del Rey, debutando de manera oficial en la ida de los octavos de final ante el Danok Bat C. F.; sin embargo serían eliminados en semifinales por el Sevilla F. C.. Durante su segunda temporada, adquiere un mayor protagonismo en el once culé tanto en la División de Honor, como en la Liga Juvenil de la UEFA; aunque al final de la campaña quedaron eliminados en octavos de final de la competición europea y cuartos en la clasificación del Grupo III.
Para la temporada 2015-16 fue ascendido al F. C. Barcelona "B", quienes se encontraban en Segunda B al haber descendido la campaña pasada como colistas. Aitor debutó el 22 de agosto de 2015 ante su antiguo equipo el U. E. Cornellà entrando en el minuto 23'; el filial barcelonista caería por 2 a 1. Marca su primer gol el 5 de septiembre ante el R. C. D. Espanyol "B" en el derbi catalán de los filiales, este no evitó la derrota con resultado final de 3 a 2. El 28 de octubre de 2015 debutó con el primer equipo a manos de Luis Enrique ante el C. F. Villanovense en el partido de ida de los dieciseisavos de final de la Copa del Rey ingresando en el terreno de juego en el minuto 64'. El encuentro terminó en empate sin goles.

### Villarreal C. F.
Durante el mercado de invierno de 2016, el club azulgrana decidió rescindir de su contrato a diversos jugadores del filial, entre ellos salió Aitor quien pese a tener una buena proyección, acabó abandonando Can Barça. Acabaría recalando en el segundo equipo del Villarreal C. F., firmando un contrato por dos temporadas y media.
Debuta con el submarino el 17 de enero, ingresando en el minuto 52' en el empate 1-1 frente al U. E. Olot como visitante. A la semana siguiente ingresaría como titular ante el Hércules C. F., y además marcaría su primer gol con el filial amarillo, contribuyendo así en la victoria por 3-1. Llegó a debutar con el primer equipo en un partido contra el Sevilla F. C.

### Sevilla Atlético
El 7 de agosto de 2017 firmó por el Sevilla Atlético, filial del Sevilla F. C. A finales de su primera temporada en el equipo hispalense ficha por el F. C. Twente neerlandés. Jugó un total de 21 partidos con el filial sevillista.

## Estadísticas

### Clubes
| Club                            | Div.          | Temporada     | Liga  | Liga  | Copa nacional | Copa nacional | Internacional | Internacional | Total | Total |
| Club                            | Div.          | Temporada     | Part. | Goles | Part.         | Goles         | Part.         | Goles         | Part. | Goles |
| ------------------------------- | ------------- | ------------- | ----- | ----- | ------------- | ------------- | ------------- | ------------- | ----- | ----- |
| F. C. Barcelona "B" · España    | 2.ª B         | 2015-16       | 18    | 4     | —             | —             | —             | —             | 18    | 4     |
| F. C. Barcelona "B" · España    | Total club    | Total club    | 18    | 4     | —             | —             | —             | —             | 18    | 4     |
| F. C. Barcelona · España        | 1.ª           | 2015-16       | 0     | 0     | 2             | 0             | 0             | 0             | 2     | 0     |
| F. C. Barcelona · España        | Total club    | Total club    | 0     | 0     | 2             | 0             | 0             | 0             | 2     | 0     |
| Villarreal C. F. "B" · España   | 2.ª B         | 2015-16       | 14    | 0     | —             | —             | —             | —             | 14    | 0     |
| Villarreal C. F. "B" · España   | 2.ª B         | 2016-17       | 33    | 2     | —             | —             | —             | —             | 33    | 2     |
| Villarreal C. F. "B" · España   | Total club    | Total club    | 47    | 2     | —             | —             | —             | —             | 47    | 2     |
| Villarreal C. F. · España       | 1.ª           | 2016-17       | 1     | 0     | 0             | 0             | 0             | 0             | 1     | 0     |
| Villarreal C. F. · España       | Total club    | Total club    | 1     | 0     | 0             | 0             | 0             | 0             | 1     | 0     |
| Sevilla Atlético · España       | 2.ª           | 2017-18       | 21    | 1     | —             | —             | —             | —             | 21    | 1     |
| Sevilla Atlético · España       | Total club    | Total club    | 21    | 1     | —             | —             | —             | —             | 21    | 1     |
| F. C. Twente · Países Bajos     | 2.ª           | 2018-19       | 35    | 13    | 4             | 3             | —             | —             | 39    | 16    |
| F. C. Twente · Países Bajos     | 1.ª           | 2019-20       | 21    | 7     | 1             | 1             | —             | —             | 22    | 8     |
| F. C. Twente · Países Bajos     | Total club    | Total club    | 56    | 20    | 5             | 4             | —             | —             | 61    | 24    |
| P. A. E. Panathinaikos · Grecia | 1.ª           | 2020-21       | 22    | 3     | 2             | 0             | —             | —             | 24    | 3     |
| P. A. E. Panathinaikos · Grecia | 1.ª           | 2021-22       | 30    | 7     | 7             | 2             | —             | —             | 37    | 9     |
| P. A. E. Panathinaikos · Grecia | 1.ª           | 2022-23       | 9     | 8     | 0             | 0             | 2             | 0             | 11    | 8     |
| P. A. E. Panathinaikos · Grecia | 1.ª           | 2023-24       | 13    | 3     | 3             | 1             | 7             | 0             | 23    | 4     |
| P. A. E. Panathinaikos · Grecia | Total club    | Total club    | 74    | 21    | 12            | 3             | 9             | 0             | 95    | 24    |
| AEK Larnaca Chipre              | 1.ª           | 2024-25       | 30    | 10    | 6             | 4             | —             | —             | 36    | 14    |
| AEK Larnaca Chipre              | Total club    | Total club    | 30    | 10    | 6             | 4             | 0             | 0             | 36    | 14    |
| E. C. Vitória · Brasil          | 1.ª           | 2025          | 0     | 0     | —             | —             | —             | —             | 0     | 0     |
| E. C. Vitória · Brasil          | Total club    | Total club    | 0     | 0     | 0             | 0             | 0             | 0             | 0     | 0     |
| Total carrera                   | Total carrera | Total carrera | 247   | 58    | 25            | 11            | 9             | 0             | 281   | 69    |

## Palmarés

### Títulos nacionales
| Título         | Club                   | País   | Año  |
| -------------- | ---------------------- | ------ | ---- |
| Copa de Grecia | P. A. E. Panathinaikos | Grecia | 2022 |
| Copa de Grecia | P. A. E. Panathinaikos | Grecia | 2024 |
| Copa de Chipre | AEK Larnaca            | Chipre | 2025 |